# Castillo de Leslie

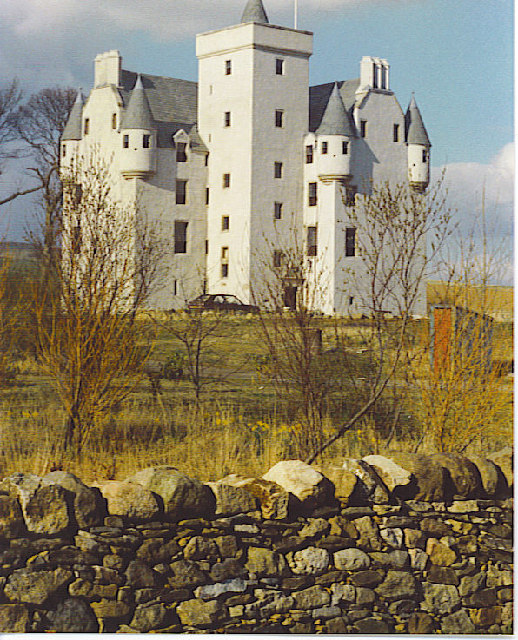
Castillo de Leslie en 1989.

El Castillo de Leslie (Inglés: Leslie Castle) se encuentra en las afueras del localidad de Leslie, a 35 km al oeste de Aberdeen, en Aberdeenshire, Escocia, Reino Unido. El edificio es originario del siglo XIV. En los años 1970 empezaron las obras de restaurazión, que finalizaron en los años 1980. En 1995, se llevó a cabo en el castillo una reunión del clan Leslie. Anteriormente el castillo era un Bed and breakfast, pero cambió de manos y es ahora una residencia privada.
- Datos: Q6530697
- Multimedia: Leslie Castle, Aberdeenshire, Scotland / Q6530697